# Liste de médicaments retirés du marché français
 (juin 2022).
Certains médicaments ont été retirés du marché français à cause de risques avérés pour la sécurité sanitaire, ou par principe de précaution.
Il s'agit parfois d'effets indésirables qui n'avaient pas été détectés lors des essais cliniques de phase I à III, et ne sont apparus qu'à l'occasion de données issues de la pharmacovigilance ou d'études cliniques de phase IV (Post-commercialisation).
L'ANSM tient à jour la liste de retraits de lots de produits.
La liste ci-dessous est très incomplète.

## Effets indésirables graves duVIOXXet duCelebrex
Le VIOXX et son concurrent le CELEBREX appartenaient à une nouvelle famille d’anti-inflammatoires, les coxibs. En 1997, soit trois ans avant leur commercialisation, le Dr John Schmedje (université du Texas, Galveston) a pressenti que le mécanisme d’action de ces nouveaux anti-inflammatoires portait en lui le risque d’accidents cardiovasculaires.
Le 23 novembre 1999, le VIOXX (rofécoxib) de Merck, reçoit une AMM européenne, qui fait suite à l’autorisation de mise sur le marché américaine qu’a délivré la FDA le 21 mai. Il est commercialisé en France en mai 2000 à la dose maximum de 25mg/j, avec pour indication le « soulagement des symptômes dans le traitement de l’arthrose chez l’adulte ». Son concurrent, le CELEBREX (celecoxib) de Pfizer, reçoit son AMM le même mois et entre en officine en novembre 2000.
Pourtant, ni le CELEBREX ni le VIOXX n’ont, dans les études cliniques soumises par leurs fabricants aux agences sanitaires, fait mieux que les médicaments existants à l’époque mais les experts européens et ceux de l’AFSSAPS pensent que ces nouveaux anti-inflammatoires entraînent moins d’effets indésirables digestifs « graves » que les anti-inflammatoires existants. Pour en persuader les experts des autorités sanitaires; chaque laboratoire a mis sur pied une étude spécifique: Merck a soumis dès 1999 à la FDA et aux agences européennes les résultats d’une étude baptisée VIGOR qui démontre que le VIOXX est moins toxique pour l’estomac qu’un autre anti-inflammatoire, le naproxène. (L’étude ne sera publiée que le 23 novembre 2000 dans un journal médical. Signée de treize médecins et chercheurs il apparaît que onze avaient des liens financiers avec Merck et deux étaient salariés.)
L’étude VIGOR, si elle rapporte effectivement moins de complications digestives avec le VIOXX, révèle cependant qu'il y a quatre fois plus d’infarctus dans le groupe ayant pris le nouveau médicament.
À la FDA, Shari Targum, qui dirige le département des médicaments anti-inflammatoires, rédige le 18 novembre 1999 un mémo dans lequel elle fait état de ses inquiétudes à propos « des décès et des événements cardiovasculaires en excès dans le groupe 1 (celui du VIOXX) par rapport au groupe B (celui du naproxène) ». En France l’AFSSAPS ne s'est alors pas inquiétée du risque cardiovasculaire rapporté par l’étude VIGOR, peut-être en raison du dosage différent (50 mg/j).
À la fin de l’année 2000, les autorités sanitaires avaient connaissance des résultats de l’étude sur le VIOXX portant sur 20 742 personnes. Ces études montraient déjà qu’une personne qui prend du VIOXX voit son risque d’infarctus ou d’accident vasculaire cérébral multiplié par 2,3 par rapport à quelqu’un qui n’en prend pas.
Le 8 février 2001, soit près de deux ans après avoir eu vent des problèmes cardiovasculaires de l’étude VIGOR, la FDA se décide à réunir son comité d’experts sur l’arthrose qui découvrent que les accidents cardiovasculaires du groupe qui prenait le VIOXX ont été minorés d'un facteur cinq au lieu de quatre. Et ils apparaissent dès le premier mois de prise. En France, aucun communiqué, aucune mise en garde de l’AFSSAPS aux médecins et aux pharmaciens n’accompagne les « redressements » opérés par la FDA en février.
Alerté par les graves indices de l’étude VIGOR, le Dr Eric Topol, un cardiologue américain de la Clinique Cleveland (Ohio) et son équipe publient le 22 août 2001, dans le Journal of the American Medical Association, une étude sur le risque cardiovasculaire lié à la prise de VIOXX et de CELEBREX.

## Retrait d'antibiotiquesen 2005
Plusieurs médicaments antibiotiques ont été retirés du marché en France en 2005 par l'Agence nationale de sécurité du médicament et des produits de santé (AFSSAPS), pour non efficacité.
Les 12 retirés sont : Locabiotal 1 %, Lysopaïne en comprimé, Oropivalone bacitracine en comprimé, Pharmacilline 0,25 pour mille en flacon pulvérisateur, Argicilline 0,05 pour mille en solution nasale, Pharmacilline 0,05 pour mille en solution nasale, Solutricine maux de gorge en comprimé (et les formules sans sucre et tétracaïne), Ergix mal de gorge en comprimé, Veybirol tyrothricine en solution pour bain de bouche et Tyrotricil en comprimé enrobé.

## Liste de retraits liés à des effets indésirables graves
| Nom du médicament | Date de retrait | Remarques |
| --- | --------------- | --- |
| stalinon | 1954            | l'autorisation de mise sur le marché accordée en 1953 reposait des arguments frauduleux, et le produit lui-même s'est avéré toxique pour le cerveau. |
| thalidomide | 1961            | retrait dû à un risque tératogène ; réintroduit en tant qu'agent anti-néoplasique comme médicament orphelin. |
| diéthylstilbestrol | 1977            | retrait dû à un risque tératogène; toujours interdit chez la femme enceinte il est réintroduit comme agent anti-néoplasique dans le traitement du cancer de la prostate au stade de métastases. |
| méthaqualone | 1984            | retrait dû au risque d'addiction et d'overdose. |
| Isoméride, Pondéral | 1997            | retrait à la suite de l'apparition de cas graves d’hypertension artérielle pulmonaire (souvent mortels) et/ou d'anomalies des valves cardiaques chez des dizaines de milliers de patients dans le monde. Une patiente a été indemnisée en France en 2006, |
| (amfépramone) Anorex°, Préfamone Chronules°, Ténuate Dospan°, Modératan°,(clobenzorex) Dinintel°, (fenproporex)Fenproporex action prolongée Deglaude°,(méfénorex)                                   | 1999            | retrait à la suite de l'apparition de cas graves d’hypertension artérielle pulmonaire (souvent mortels) et/ou d'anomalies des valves cardiaques chez des dizaines de milliers de patients dans le monde. Une patiente a été indemnisée en France en 2006 |
| Cholstat ou Stator | 2001            | retrait par le laboratoire à la suite de l'apparition d'un risque de rhabdomyolyse lors d'une association avec un autre médicament - 7577 décès dans le monde. Pas retiré partout[réf. nécessaire]. |
| Vioxx | 2004            | retrait à la suite de la prise en compte du risque d'infarctus du myocarde apparu dans les essais cliniques précédant la commercialisation et vérifié dans la population ayant utilisé cette molécule.27 785 décès. |
| Ximélagatran/Mélagatran | 2006            | retrait à la suite de l'apparition d'un risque d'hépatite aiguë cytolitique. |
| Acomplia (Rimonabant) | 2008            | Médicament anti-obésité retiré à la suite de la révélation de risques détectés avant la mise sur le marché de dépressions,. Seize mois après l’interdiction de vente aux États-Unis. Mais Sanofi Aventis a en cours une étude clinique, sur l’Acomplia, sur des patients souffrant de diabètes ou de maladies cardiovasculaires… Objectif : demander une autorisation de mise sur le marché pour ces pathologies spécifiques. |
| Mediator | 2009            | Médicament approuvé pour traiter le diabète de type 2 ou DNID (diabète non insulino-dépendant) mais largement utilisé en traitement amaigrissant. Le médicament a finalement été retiré du marché à la suite de pathologies morbides, notamment l'hypertension artérielle pulmonaire (HTAP) et des valvulopathies (en particulier de la valve mitrale, située dans le cœur gauche)                                            |
| Dextropropoxyphène (nom générique) : - Di-Antalvic, gélule - Dialgirex, gélule - Dioalgo, gélule - Dextroref, gélule - Di Dolko 30 mg/400 mg, gélule - Propofan, comprimé - ... et leurs génériques | 2010            | Retrait à la suite de la prise en compte de 65 effets indésirables graves (dont : mort par surdose) détectés aux États-Unis et dans plusieurs pays européens depuis 2006, la France n'ayant engagé d'essai cliniques qu'en 2008. |
| sitaxentan (en) (Thelin) | 2010            | retrait mondial du marché pour des risques d'atteinte hépatique (cas de décès notifiés en Angleterre, en Inde et en Ukraine) |